# Hémochromatose
 Mise en garde médicale
Les hémochromatoses (précisées parfois en génétiques ou primitives) sont un groupe de maladies héréditaires à transmission autosomique récessive (dans l'immense majorité des cas), concernant le métabolisme du fer, et se caractérisant par une surcharge de fer (hémosidérose) dans l'organisme. Ces maladies peuvent être bien soignées, mais elles sont souvent détectées tardivement.
Les hématochromatoses dites secondaires représentent toutes les autres surcharges en fer, généralisées ou localisées.

## Histoire
Pour l'apparition de la mutation génétique au néolithique, voir : 
L'hémochromatose a été décrite pour la première fois par Armand Trousseau en 1865. Il décrit chez certains diabétiques un teint bronzé (diabète bronzé) associé à une cirrhose (cirrhose pigmentaire). Par la suite, les études d'anatomopathologie montrent une surcharge tissulaire en fer, surtout au niveau du foie.
En 1889, Von Recklinghausen donne à cette maladie le nom de « hémochromatose ».
En 1935, Joseph Harold Sheldon (1893-1972) est le premier à défendre l'hypothèse d'une erreur congénitale du métabolisme du fer, faisant de « l'hémochromatose primitive ou idiopathique » une maladie familiale et héréditaire, à distinguer des « hémochromatoses secondaires » dues à d'autres causes.
L'existence d'une forme héréditaire d'hémochromatose est longtemps restée controversée. Dans les années 1960, la théorie faisant de l'hémochromatose une maladie essentiellement liée à l'alcoolisme a toujours d'ardents défenseurs.
En 1975, l'hémochromatose idiopathique a été associée à des antigènes tissulaires du système HLA. Il existait donc un marqueur génétique de la maladie. En 1976, le gène responsable a été localisé sur le bras court du chromosome 6.
En 1996, ce gène dit HFE est identifié avec précision et ses mutations progressivement classifiées. À partir des années 2000, d'autres formes génétiques beaucoup plus rares (impliquant d'autres gènes) sont identifiées.

## Prévalence
La prévalence mondiale de la maladie est mal connue. L'hémochromatose de type 1 est la maladie génétique la plus fréquente parmi les populations de type caucasien. Elle a eu une prévalence de 1⁄300 à 1⁄500 individus,.
L'hémochromatose génétique est surnommée « la maladie des Celtes », du fait qu'elle touche particulièrement les populations de l'Europe nord-occidentale, en particulier l'Irlande où 1 personne sur 83 est porteuse homozygote de la mutation génétique. À partir de là, la prévalence varie selon un gradient décroissant nord/sud et ouest/est. Cette mutation européenne se retrouve, à la suite des migrations, dans les populations blanches d'Amérique du Nord, d'Afrique du Sud et d'Australie. En France, environ une personne sur 300 est porteuse de la mutation (c'est la plus fréquente des maladies génétiques en France, pourtant souvent méconnue).
Cela ne signifie pas que tous les porteurs homozygotes de la mutation sont ou seront malades, car la pénétrance est incomplète et l'expressivité variable. Seule une minorité d'entre eux (une personne sur quatre à cinq) développera effectivement la maladie.

## Causes

### Hémochromatoses primitives
L'hémochromatose primitive est d'origine génétique. Il en existe plusieurs types, chacun en rapport avec le gène atteint.
La mutation la plus fréquemment retrouvée est la mutation C282Y du gène HFE (chromosome 6), exprimée à l'état homozygote (95 % des cas). On retrouve également la mutation H63D dans une moindre mesure, soit exprimée à l'état homozygote, soit à l'état hétérozygote composite (H63D et C282Y).
Les porteurs hétérozygotes d’une mutation du gène HFE présentent en moyenne un taux d’hémoglobine légèrement accru par rapport aux personnes ne possédant pas cette mutation et sont moins sensibles à la déficience en fer. Ils ne présentent néanmoins jamais de surcharge en fer. Seuls les homozygotes pour C282Y et les personnes hétérozygotes porteuses du génotype composite peuvent développer une hémochromatose clinique.
Les patients présentant une surcharge en fer cliniquement significative sont pour 80 à 85 % homozygotes pour C282Y alors qu’environ 5 % des patients hémochromatosiques présentent une hétérozygotie composite H63D/C282Y,.
Plusieurs personnes sont souvent touchées dans la même famille, l'enquête familiale peut donc orienter le diagnostic. La découverte d'un cas doit encourager le dépistage dans le reste de la famille s'il n'a jamais été fait.
Une surcharge en fer avérée en l’absence d’une homozygotie pour C282Y ou du génotype composite H63D/C282Y peut être le signe potentiel d’autres formes (héréditaires ou non) de l’hémochromatose.
Le tableau qui suit résume les différents types d'hémochromatose primitive.
| Nom habituel                     | Autres noms                             | Prévalence                         | Transmission | Pénétrance | Gène                                | Chromosome | Protéine en cause              | OMIM   |
| -------------------------------- | --------------------------------------- | ---------------------------------- | ------------ | ---------- | ----------------------------------- | ---------- | ------------------------------ | ------ |
| Hémochromatose classique         | Hémochromatose de type 1                | 1 sur 300                          | Récessive    | Basse      | HFE (Human hemochromatosis protein) | 6p21.3     | HLA de classe I non classique  | 235200 |
| Hémochromatose juvénile          | Hémochromatose de type 2A               | Rare                               | Récessive    |            | HJV (en)                            | 1q21       | Hémojuveline                   | 602390 |
| Hémochromatose juvénile          | Hémochromatose de type 2B               | Rare                               | Récessive    |            | HAMP (en)                           | 19q13      | Hepcidine                      | 606464 |
| Hémochromatose par mutation TFR2 | Hémochromatose de type 3                | Très rare (moins de 20 cas connus) | Récessive    | 100 %      | TFR2 (en)                           | 7q22       | Récepteur de la transferrine 2 | 604250 |
| Hémochromatose de type 4         | Hémochromatose à transmission dominante | Très rare                          | Dominante    |            | SLC40A1                             | 2q32       | Ferroportine                   | 606069 |

Environ 99 % des mutations génétiques responsables d'hémochromatose sont connues, mais, pour une même anomalie génétique, les patients présentent des symptômes plus ou moins graves, ce qui laisse penser qu'il existe des facteurs aggravants dans l'environnement ou le comportement, qu'on cherche à identifier par l'étude de nombreux patients. La consommation d’alcool ou d'autres anomalies (du métabolisme glucidique et lipidique par exemple) pourraient interagir avec les effets du déficit génique ou aggraver les lésions (hépatiques notamment). Cette hypothèse fait l'objet d'études.

### Hémochromatoses secondaires
Les autres surcharges en fer, parfois appelées hémochromatoses secondaires, font partie du diagnostic différentiel d'hémochromatose. Ce sont les pathologies suivantes.

#### Excès d'apport en fer
L'apport en fer par voie orale est peu susceptible, à lui seul, de produire une surcharge en raison de l'absorption limitée du fer. Cependant, des hémosidéroses nutritionnelles ont pu être observées par consommation accrue de fer, ou encore, chez les Bantous, par boisson alcoolisée traditionnelle préparée dans des récipients en fer.
La surcharge en fer peut survenir lors de transfusions sanguines répétées (hémochromatose post transfusionnelle).

#### Troubles de la production et maturation des globules rouges
Dans cette situation, l'anémie s'accompagne d'un excès d'absorption de fer persistant malgré la surcharge en fer consécutive. C'est le cas de la thalassémie, de l'anémie sidéroblastique, des myélodysplasies, de l'anémie aplasique.

#### Maladies métaboliques
Il s'agit le plus souvent de maladies chroniques du foie, s'accompagnant de surcharges en fer (hépatosidérose dysmétabolique). Ce sont la cirrhose alcoolique et non alcoolique, l'hépatite chronique.
D'autres troubles métaboliques sont plus rares : acéruléoplasminémie, porphyrie cutanée tardive...

## Physiopathologie
La protéine HFE, normalement liée à la membrane cellulaire, permet la fixation de la Bêta-2 microglobuline et de la transferrine au niveau des cryptes intestinales. L'absence de ce complexe, par mutation génétique, fait que le transporteur de cation DMT-1 (en), situé dans la bordure en brosse de l'entérocyte qui permet l'entrée du fer, n'est plus régulé.
L'absorption excessive de fer entraine une accumulation de l'hémosidérine (produit de dégradation de l'hémoglobine) dans les cellules des parenchymes et dans le tissu conjonctif. Elle peut être localisée ou généralisée.

## Symptômes
La surcharge en fer affecte plusieurs organes dont principalement le foie, le pancréas, le cœur et l'hypophyse. À long terme, ces dépôts ferriques engendrent des lésions anatomiques et fonctionnelles irréversibles. La maladie est donc lentement progressive et elle évolue classiquement en trois phases :
1. Phase de latence, totalement silencieuse.
2. Apparition d'anomalies biologiques avec premiers symptômes non spécifiques à partir de l'âge de 15 ou 20 ans : fatigue chronique, douleurs articulaires, teint gris, la maladie est souvent méconnue ou confondue avec d'autres affections, ce qui entraîne une errance diagnostique[5]. À l'âge de 20-40 ans, il y a 7 à 8 g de fer accumulé[12].
3. Phase tardive : apparition de complications et de signes cliniques correspondant à des lésions d'organes irréversibles. Durant le XXe siècle, l'âge moyen du diagnostic se situait autour de 45 à 50 ans, lorsque le tableau historique décrit par les cliniciens de la fin du XIXe siècle devenait évident[11],[13]. Au-delà de 45-50 ans, il y a 20 à 40 g de fer accumulé[12].

Jusqu'aux années 1970-1980, le diagnostic était le plus souvent porté à ce stade de complications, devant une triade classique :
- Pigmentation de la peau : teinte brun sale, grise, ou « mine de plomb », différente du hâle solaire. Débutant très tôt (dans l'adolescence) mais de façon très lente et insidieuse qui n'inquiète ni le patient, ni l'entourage.
- Une hépatomégalie, très progressive, avec foie lisse et très dur, typiquement aux dépens du lobe gauche.
- Un diabète sucré qui apparait tardivement, d'où les noms historiques de « diabète bronzé » ou « cirrhose bronzée ».

Depuis les années 1980, c'est-à-dire depuis la démonstration de son caractère génétique, et en grande partie grâce aux associations de malades, la nécessité d'un diagnostic plus précoce a prévalu. Ceci afin de permettre la mise en route d'un traitement avant la survenue des complications.
Depuis cette période, l'hémochromatose est de plus en plus souvent suspectée à un stade plus précoce, celui de l'asthénie chronique et des douleurs articulaires, typiquement des 2e et 3e métacarpo-phalangiennes (mais pouvant toucher tout autre articulation). Cette atteinte des doigts se traduit par une « poignée de main douloureuse ».

## Diagnostic
Dans les années 2010, le retard ou errance diagnostique reste encore de l'ordre de 6 à 10 ans.
Le diagnostic d'orientation consiste en une prise de sang portant sur le dosage de la ferritine qui renseigne sur une éventuelle surcharge en fer, et sur celui de la saturation de la transferrine qui reflète une éventuelle hyper-absorption du fer.
Après élimination des autres causes possibles (voir section hémochromatoses secondaires), le diagnostic de confirmation se fait par la recherche des mutations du gène HFE. En cas de négativité, on recherche les mutations plus rares d'autres gènes du métabolisme du fer.
Un bilan est réalisé avant traitement pour évaluer le retentissement de la maladie au niveau des organes cibles. Entre autres, l'IRM évalue la surcharge en fer tissulaire, sa répartition et son importance, et l'état hépatique (risque de cirrhose, de carcinome).

## Complications
Sans traitement, le patient peut développer une cirrhose, un diabète, des troubles cardiaques, des lésions et douleurs ostéo-articulaires (qui peuvent persister malgré la réussite d'un traitement) et parfois une ostéoporose, des troubles hormonaux (impuissance chez l’homme, ménopause précoce chez la femme)…

### Cirrhose et diabète
Les manifestations hépatiques évoluaient vers la cirrhose, en principe isolée (sans hypertension portale, ni insuffisance hépatique en l'absence d'un éthylisme associé). L'évolution pouvait conduire jusqu'au carcinome hépatocellulaire.
La surcharge en fer du pancréas entrainait un diabète d'abord sans symptômes, puis de type insulino-dépendant.
Ces troubles pouvaient s'accompagner de crises douloureuses abdominales simulant des urgences médico-chirurgicales.

### Troubles endocriniens
La baisse des hormones sexuelles est fréquente. Elle était parfois précoce (puberté retardée et incomplète de l'hémochromatose juvénile), plus souvent tardive vers 35-40 ans, de la baisse de libido jusqu'à l'impuissance, atrophie testiculaire et dépilation.
Les autres atteintes endocriniennes sont beaucoup plus rares (peu ou pas de manifestations, malgré une atteinte anatomique – surcharge en fer–).

### Troubles cardiaques
Ce sont des troubles du rythme et des douleurs thoraciques. Il n'y a pas d'hypertension artérielle. Ces troubles évoluent vers l'insuffisance cardiaque globale. Dans l'hémochromatose juvénile, cette insuffisance était d'installation rapide.

## Traitements
Le traitement reste dominé par la saignée.

### Saignées

#### Principe et technique
L'antique saignée modernisée s'effectue par prélèvement régulier de 400 à 500 ml de sang, adaptés au poids, à l'âge et à l'état du patient. Il s'agit de prélever des globules rouges (riches en fer) et forcer l’organisme à puiser dans ses propres réserves pour reconstituer ces globules. Elle est simple et bien tolérée. La saignée n'est pas douloureuse, hormis la sensation au moment de la piqure. Les effets indésirables peuvent être le malaise vagal ou la fatigue. Elle dure de 5 à 15 minutes et doit se faire avec une aiguille de gros calibre : aiguille de kit du don du sang ou aiguille à fistule. La tubulure débouche soit sur une poche (kit de don du sang) posée sur une balance, soit dans un redon (bocal gradué utilisé dans les services de chirurgie) en siphonnage. Dans un contexte occidental, les aspirations à la seringue sont à proscrire pour d'évidentes raisons d'hygiène, de temps, de risque d'exposition au sang, de douleur, et de préservation du capital veineux.

#### Modalités
On distingue la phase d'attaque du traitement (de quelques mois à trois ans) de la phase d'entretien (toute la vie). Au début les saignées sont très fréquentes ; plusieurs par semaine pendant plusieurs mois en général, puis s'espacent largement (jusqu'à une par trimestre) en fonction des analyses du patient, le coefficient de saturation en transferrine notamment. Il s'agit d'obtenir une ferritinémie (taux de ferritine dans le sang) comprise, en général, entre 50 et 100 ng/mL, ou inférieure à 50 μg/L selon d'autres.
Le sang retiré peut être gardé et réutilisé en don de sang (voir ci-dessous).

### Autres
Le traitement des douleurs articulaires reste difficile : antalgiques, kinésithérapie, cures thermales...
S'il y a contre-indication aux saignées (par exemple chez un patient anémique, ou cardiaques), des chélateurs de fer sont utilisés, mais avec de nombreux et importants effets secondaires.
Il n'existe pas de régime alimentaire spécifique : tout est autorisé sans excès. Tout au plus il est recommandé de limiter, voire s'interdire, les boissons alcoolisées et les compléments alimentaires en vitamine C.
Les progrès thérapeutiques sont attendus pour le futur, comme celui qui consisterait à donner de l'hepcidine (la protéine déficitaire chez les malades).

## Hémochromatose et don de sang

### En France
En France, une personne atteinte de l'hémochromatose peut donner son sang pour qu'il soit transfusé s'il s'agit d'un lieu fixe de prélèvement de l’Établissement français du sang. Ce patient doit par ailleurs présenter une attestation stipulant que 5 saignées thérapeutiques ont déjà été réalisées dans une structure de soins ; une prescription médicale de moins d’un an, indiquant le volume à soustraire (420 ml, 450 ml ou 480 ml), la fréquence et l’objectif à atteindre ; et bien-sûr respecter des critères de sélection des donneurs.
Il s'agit d'une précaution liée à la sécurité du donneur ayant l'hémochromatose, son sang étant par ailleurs considéré non nocif pour le receveur.

### En Belgique
Le Conseil supérieur de la santé a émis un avis scientifique concernant l'« acceptation des porteurs de mutations du gène HFE de l’hémochromatose comme donneurs de sang ». Pour le Conseil, trois situations doivent être envisagées : (1) les personnes totalement asymptomatiques, (2) les personnes présentant une surcharge en fer nécessitant une prise en charge thérapeutique initiale et (3) les personnes ayant présenté une surcharge en fer nécessitant un traitement d’entretien.
- Pour les personnes chez lesquelles un diagnostic génétique d’une mutation HFE a été posé sans toutefois nécessiter de saignées thérapeutiques, il n’existe pas de conditions ou de restrictions particulières pour l’acceptation au don de sang. Ceci concerne en particulier les porteurs hétérozygotes d’une mutation du gène HFE, mais également les porteurs homozygotes ou des personnes présentant une mutation composite sans accumulation de fer (pénétrance variable de l’affection). On estime qu’environ quatre millions d’habitants sont porteurs d’une mutation du gène HFE, les porteurs de deux copies d’une mutation pertinente (homozygotes ou hétérozygotes composites) représentent environ 60.000 personnes, et parmi ces derniers, plus de 97 % peuvent se présenter comme candidats pour donner du sang.
- Le sang des personnes ayant une hémochromatose génétique héréditaire symptomatique avec accumulation de fer nécessitant une prise en charge thérapeutique sous forme de saignées ou d’échange érythrocytaire ne devrait pas être utilisé à des fins thérapeutiques pour des raisons détaillées dans l’avis n° 8672 et dont la moindre n’est certainement pas la contradiction avec le principe du donneur en bonne santé.
- Il n’existe à l’heure actuelle, aucun argument permettant de garantir l’innocuité du sang des patients en phase d’entretien : le CSS recommande donc, en vertu du principe de précaution, de ne pas utiliser ce sang à des fins thérapeutiques. Le CSS entend réexaminer ses recommandations quand de nouvelles données pertinentes seront disponibles. De plus, même en phase d’entretien, ces personnes doivent bénéficier d’un suivi médical et d’un bilan biologique régulier afin de contrôler l’accumulation en fer, ce qui n’entre pas dans les missions des établissements de transfusion sanguine en Belgique.

Pour terminer, la prise en charge des personnes présentant une hémochromatose génétique pourrait être améliorée par la précocité du diagnostic, en recherchant la mutation principale par généalogie dans les familles concernées. Le CSS voudrait rapporter ici l'expérience des Pays-Bas : un tel dépistage génétique a permis de circonscrire toutes les branches affectées de vingt grandes familles et de prévenir chez ces personnes l'accumulation de fer qui aurait nécessité des saignées thérapeutiques, et l'apparition de symptômes cliniques irréversibles.

### Autres pays
En 2013, à l'instar de la France (à peu près les mêmes conditions de principe), Canada, Irlande, Nouvelle-Zélande, Royaume-Uni... acceptent le don de sang des personnes atteintes d'hémochromatose. Les États-Unis l'acceptent aussi, mais en demandant un marquage spécifique du don (provenance hémochromatose).
À l'instar de la Belgique, le don de sang (par saignées thérapeutiques) n'est pas utilisé, sauf à visée scientifique, aux Pays-Bas.